# Orri Blöndal
Orri Blöndal (* 10. Oktober 1990) ist ein isländischer Eishockeyspieler, der seit 2010 parallel für die erste (Vikingar) und zweite Mannschaft (Jötnar) von Skautafélag Akureyrar in der isländischen Eishockeyliga spielt.

## Karriere
Orri Blöndal begann seine Karriere als Eishockeyspieler beim isländischen Erstligisten Skautafélag Reykjavíkur, mit dem er 2006, 2007 und 2009 isländischer Meister wurde. Neben seinem Engagement in der isländischen Liga spielte er in der Spielzeit 2008/09 auch einige Spiele für den IK Pantern in der J20 Elit, der zweithöchsten schwedischen Juniorenklasse. 2009 verließ er seinen Stammverein und wechselte zu Rekordmeister Skautafélag Akureyrar, mit dem er prompt erneut Meister wurde. Seit 2010 spielt er sowohl für die erste Mannschaft des Vereins, die SA Vikingar, mit der er 2013 seinen fünften isländischen Landesmeistertitel errang, als auch für die zweite Mannschaft des Vereins, SA Jötnar. Auch 2014, 2015, 2016, 2018 und 2019 konnte er den isländischen Meistertitel erringen.

### International
Im Nachwuchsbereich stand Orri Blöndal für Island bei den U-18-Weltmeisterschaften 2006 (Division II), 2007 und 2007 und 2008 (jeweils Division III) sowie bei den U-20-Weltmeisterschaften 2006 (Division III), 2007, 2008 (jeweils Division II) und 2010 (erneut Division III) auf dem Eis.
Für die Herren-Nationalmannschaft spielte er bei den Weltmeisterschaften 2009, 2012, 2013, 2014, 2015, 2016 und 2019 jeweils in der Division II.

## Erfolge
- 2006 Aufstieg in die Division II bei der U-20-Weltmeisterschaft der Division III
- 2006 Isländischer Meister mit Skautafélag Reykjavíkur
- 2007 Isländischer Meister mit Skautafélag Reykjavíkur
- 2009 Isländischer Meister mit Skautafélag Reykjavíkur
- 2010 Aufstieg in die Division II bei der U-20-Weltmeisterschaft der Division III
- 2010 Isländischer Meister mit Skautafélag Akureyrar
- 2013 Isländischer Meister mit den SA Vikingar
- 2014 Isländischer Meister mit Skautafélag Akureyrar
- 2015 Isländischer Meister mit Skautafélag Akureyrar
- 2016 Isländischer Meister mit Skautafélag Akureyrar
- 2018 Isländischer Meister mit Skautafélag Akureyrar
- 2019 Isländischer Meister mit Skautafélag Akureyrar